# サザン鉄道 (アメリカ)
サザン鉄道（サザンてつどう、英語: Southern Railway、報告記号はSOU）は、かつてアメリカ合衆国に存在していた鉄道会社である。1830年代から150近い鉄道会社の合併・再編を繰り返して、1894年に公式にサザン鉄道という会社になった。1982年にノーフォーク・アンド・ウェスタン鉄道と合併してノーフォーク・サザン鉄道となった。
路線網は全て標準軌で、本社をワシントンD.C.においていた。

## 歴史

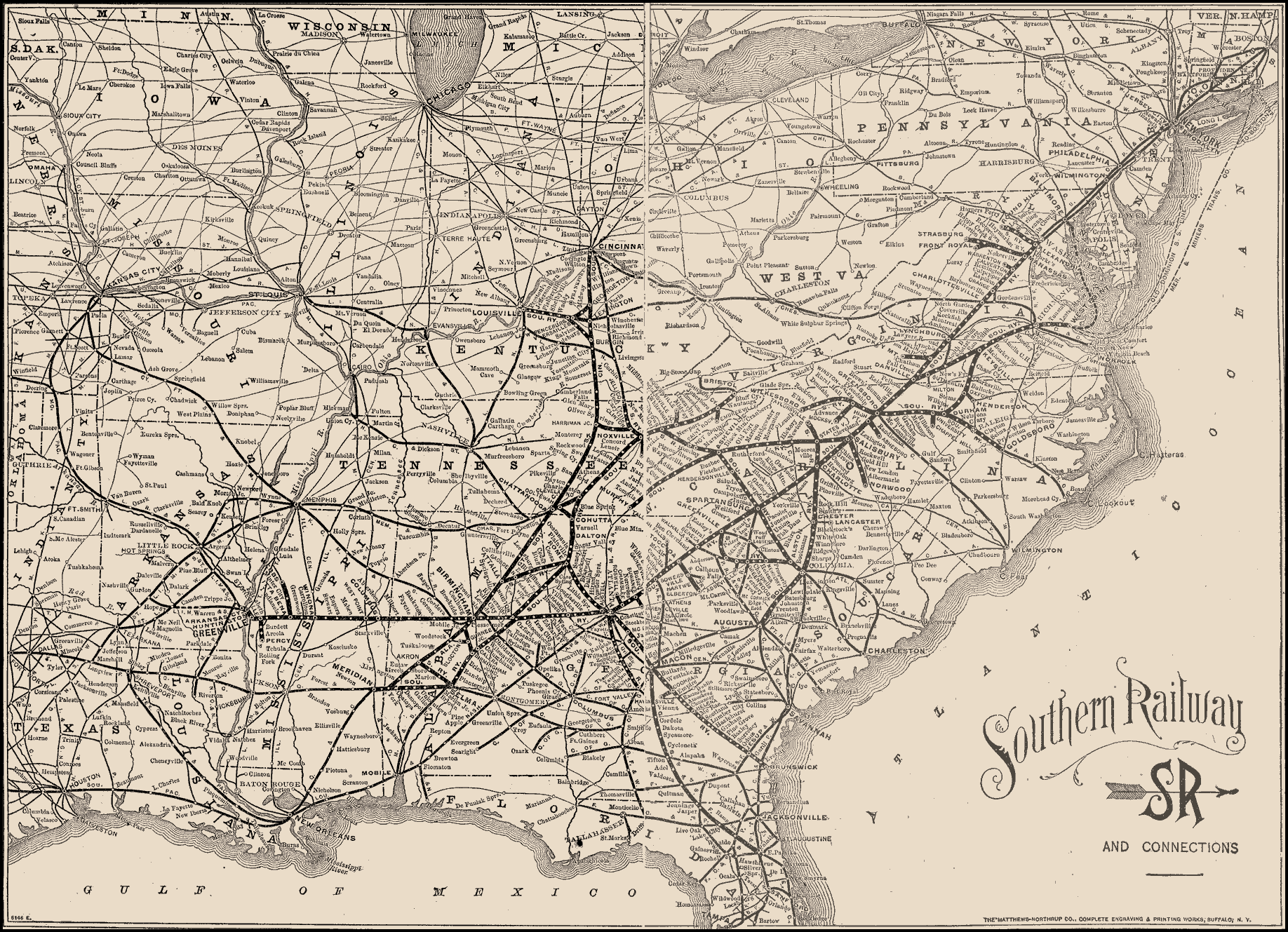
1895年の路線図

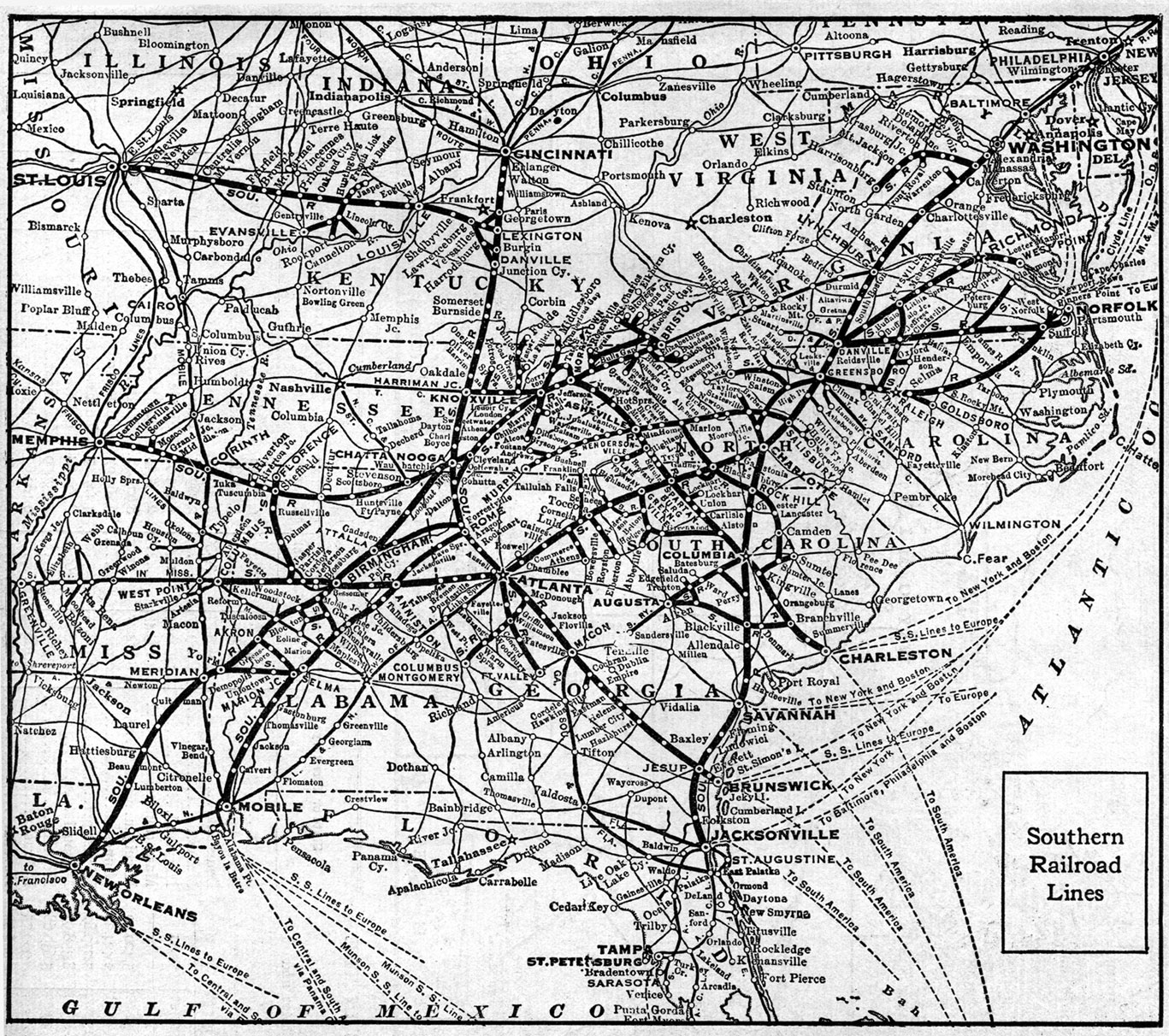
1921年の路線図

後にサザン鉄道を構成することになる最初の鉄道は、アメリカ合衆国でも最初期の鉄道であるサウスカロライナ・キャナル・アンド・レールロードカンパニー（South Carolina Canal and Rail Road Company）で、1827年に免許を取得し、1830年12月25日にサウスカロライナ州チャールストンで、薪を燃やして走るベスト・フレンド・オブ・チャールストン号（Best Friend of Charleston）により6マイルの区間に蒸気機関車牽引の定期旅客列車の運行を開始した。ボルチモア・アンド・オハイオ鉄道がアメリカで最初の蒸気機関車牽引の定期旅客列車を運行したのも同年のことである。1833年に、サウスカロライナ州ハンバーグ（Hamburg）まで延びた136マイルの路線は、当時世界でもっとも長い鉄道であった。
鉄道建設ブームが南部諸州に広まり、鉄道網は次第に広がっていきやがてアレゲーニー山脈をも越えて延びていった。チャールストンとテネシー州メンフィスは1857年に連絡されたが、南北戦争の開始により鉄道網の拡張は一旦止まった。バージニア州ウェストポイント（West Point）のパマンキー川（Pamunkey River）から同州リッチモンドを結んでいた、リッチモンド・アンド・ヨーク・リバー鉄道（Richmond and York River Railroad）は、ジョージ・マクレランによる1862年からの半島方面作戦と、そのクライマックスとなる七日間の戦い（Seven Days Battles）で主要な戦場となり、完全に破壊された。リッチモンド・アンド・ダンビル鉄道（Richmond and Danville Railroad）は、アメリカ連合国にとってリッチモンドに通じる最後の鉄道となり、1865年4月にリッチモンドが陥落する直前にジェファーソン・デイヴィスとその閣僚をバージニア州ダンビルへと脱出させた。
「最初の鉄道戦争」（The First Railroad War）として知られる南北戦争は、南部諸州の鉄道網と経済に大きな被害を与えた。しかしながら大半の鉄道は修復され、再編されて運行を再開した。レコンストラクション（南北戦争後の南部再建）の過程で、オハイオ川やミシシッピ川に沿った地域で新しい鉄道の建設が続けられた。リッチモンド・アンド・ダンビル鉄道はこの期間に路線網を南部全体に広げていったが、あまりに拡張しすぎて1893年に経営危機を迎え、投資家のジョン・モルガンによってサザン鉄道へと再編された。
1894年に成立したサザン鉄道は、リッチモンド・アンド・ダンビル鉄道とイースト・テネシー・バージニア・アンド・ジョージア鉄道（East Tennessee, Virginia and Georgia Railroad）から構成されていた。サザン鉄道が運行する4,400マイルの路線のうち、3分の2は自社で所有しており、残りは借り受けているか運行契約やあるいは株式所有によって運行していた。サザン鉄道はアラバマ・グレート・サザン鉄道（Alabama Great Southern Railroad）とジョージア・サザン・アンド・フロリダ鉄道も所有していたが、これらは別個に運営されており、またセントラル・オブ・ジョージア鉄道（Central of Georgia Railroad）の株式も所有していた。
サザン鉄道の最初の社長であるサミュエル・スペンサー（Samuel Spencer）は、さらに何本かの新線を建設した。彼の12年間の経営中、テネシー州ノックスビルとジョージア州アトランタに新しい工場を建設し、またいくらかの設備を購入した。彼は、タバコと木綿の輸送に依存した経営から脱却させ、輸送の多角化と工業の振興に重点を置いた。スペンサーは、1906年に鉄道事故によって亡くなった。
フェアファックス・ハリソン（Fairfax Harrison）社長時代の1916年にミシシッピ州メリディアンとルイジアナ州ニューオーリンズを結ぶ路線を買収した時点で、サザン鉄道の路線は13州に延び合計8,000マイルに達し、その後ほぼ50年間にわたっての営業領域を確立した。
1963年にセントラル・オブ・ジョージア鉄道と合併し、また1974年には旧ノーフォーク・サザン鉄道（Norfolk Southern Railway）を買収した。

## 特徴
サザン鉄道とその前身会社は、アメリカの鉄道で初めてとなることを多く実行している。1833年から前身のサウスカロライナ・キャナル・アンド・レールロードでは軍の兵士と郵便物を蒸気機関車で牽引する列車で初めて輸送しており、またそれは初めての夜行列車であった。
サザン鉄道はアメリカ合衆国の1級鉄道の中で、最初に完全にディーゼル機関車に切り替えた会社であった。1953年6月17日、車軸配置2-8-2のNo. 6330が牽引するサザン鉄道最後の蒸気機関車による列車がテネシー州チャタヌーガに到着した。
ディーゼル化に始まり、工場や操車場のコンピュータによる近代化、特殊車両やユニット石炭列車の開発など、サザン鉄道はしばしば変化の最前線にたち、キャッチフレーズの「サザン鉄道は進歩に青信号を出す」（Southern Gives a Green Light to Innovation）を体現していた。
サザン鉄道が所有していた全てのフード・ユニットの機関車は、自動車との衝突事故の際に乗務員の安全を守るために、長いフードを前面にするように発注されていた。GP7形に始まり、GP50形までの間、SD50形で伝統が打ち切られるまで続けられた。
1960年代始め、ウィリアム・クレイター（W. Graham Claytor Jr.）社長時代に人気のある蒸気機関車による観光運転が始められた。1982年のノーフォーク・サザン鉄道を形成した合併後も続けられたが、最終的に1994年に打ち切られた。

## 列車の愛称
- エーケン-オーガスタスペシャル（Aiken-Augusta Special）
- アシュビル・スペシャル（Asheville Special）
- バーミングハム・スペシャル（Birmingham Special）
- カロライナ・スペシャル（Carolina Special）
- クレセント（Crescent）
- フロリダ・スペシャル（Florida Special）
- ピーチ・クイーン（Peach Queen）
- ペリカン（Pelican）
- ピードモント・リミテッド（Piedmont Limited）
- ポンセ・デ・レオン（Ponce de Leon）
- ロイヤル・パーム（Royal Palm）
- サザーナー（Southerner）
- サニーランド（Sunnyland）
- テネシアン（Tennessean）

## ノーフォーク・サザンへの合併
1980年のCSXトランスポーテーション設立に対応して、サザン鉄道は1982年にノーフォーク・アンド・ウェスタン鉄道と合併してノーフォーク・サザン鉄道となり、アメリカ合衆国東部での鉄道網を一層強化した。

## サザン鉄道傘下の会社
- アラバマ・グレート・サザン鉄道（AGS: Alabama Great Southern Railroad）
- セントラル・オブ・ジョージア鉄道（CofG: Central of Georgia Railroad）
- シンシナティ・ニューオーリンズ・アンド・テキサス・パシフィック鉄道（CNO&TP: Cincinnati, New Orleans and Texas Pacific Railway）
- ジョージア・アンド・フロリダレールネット（G&F: Georgia and Florida RailNet）
- ジョージア・ノーザン鉄道（GANO: Georgia Northern Railway） — 1967年買収
- ジョージア・サザン・アンド・フロリダ鉄道（GS&F: Georgia Southern and Florida Railway）
- ノックスビル・アンド・チャールストン鉄道（Knoxville and Charleston Railroad）
- テネシー・アラバマ・アンド・ジョージア鉄道（TA&G: Tennessee, Alabama and Georgia Railway）

## 主要な操車場
- デバッツ操車場（DeButts Yard）（正式にはシティコ操車場（Citico Yard）） — テネシー州チャタヌーガ
- インマン操車場（Inman Yard） — ジョージア州アトランタ
- スペンサー操車場（Spencer Yard） — ノースカロライナ州リンウッド（Linwood）
- ノリス操車場（Norris Yard） — アラバマ州バーミングハム
- セビア操車場（Sevier Yard） — テネシー州ノックスビル
- ブロスナン操車場（Brosnan Yard） — ジョージア州メイコン
- シェフィールド操車場（Sheffield Yard） — アラバマ州シェフィールド（Sheffield）

## 歴代社長
- サミュエル・スペンサー（Samuel Spencer、1894年 - 1906年）[2]
- ウィリアム・W・フィンリー（William Finley、1906年 - 1913年）
- フェアファックス・ハリソン（Fairfax Harrison、1913年 - 1937年）
- アーネスト・E・ノリス（Earnest E. Norris、1937年 - 1951年）
- ハリー・A・デバッツ（Harry A. deButts、1951年 - 1962年）
- D・ウィリアム・ブロスナン（D. William Brosnan、1962年 - 1967年）
- W・グラハム・クレイター・ジュニア（W. Graham Claytor Jr.、1967年 - 1977年）[3][4]
- L・スタンリー・クレーン（L. Stanley Crane、1977年 - 1980年）
- ハロルド・H・ホール（Harold H. Hall、1980年 - 1982年）